# Аль-Баблауи, Хазем
Ха́зем Абдель Ази́з Аль-Бабля́уи (араб.  حازم عبد العزيز الببلاوي‎; род. 17 октября 1936) — египетский государственный и политический деятель, премьер-министр Египта с 9 июля 2013 по 24 февраля 2014 года.

## Биография
В 1957 году окончил юридический факультет Каирского университета. Также учился в университетах Гренобля, Парижа и в Кэмбридже.

### Карьера
С 1965 года аль-Баблауи преподавал на юридическом факультете университета Александрии. Позднее преподавал также в университете Сорбонны, в университете Калифорнии.
С 1976 года работал в Кувейте:
- Советник министра финансов Кувейта, директор Департамента экономической исследований Министерства финансов, 1976—1980
- Директор департамента экономического управления, Промышленный банк Кувейта, 1980—1983.

В 1983 году, вернувшись в Египет, Хазем аль-Бабляуи возглавил Египетский банк развития экспорта (араб. البنك المصري لتنمية الصادرات‎), а позднее — Египетскую национальную компанию по страхованию экспорта (араб. الشركة المصرية لضمان الصادرات‎).
С 1995 по 2000 год — исполнительный секретарь Экономической и социальной комиссии ООН по Западной Азии (ЭСКЗА).
Консультант Арабского валютного фонда с 2001 по 2011 год.
Вице-премьер по экономическим вопросам и министр финансов Египта в кабинете Исама Шарафа, сформированном в 2011 году после революции. Был одним из учредителей Египетской социал-демократической партии.
После военного переворота 3 июля 2013 года был назначен исполняющим обязанности премьер-министра Египта.
24 февраля 2014 года премьер-министр Египта Хазем аль-Баблауи объявил в эфире государственного телевидения об отставке правительства страны. Своё заявление аль-Баблауи сделал по итогам короткой встречи, на которой присутствовал министр обороны фельдмаршал Абдул Фаттах Ас-Сиси. Временный президент Египта Адли Мансур, приняв отставку Баблауи, поручил формирование нового правительства страны Ибрагиму Махлябу.

## Награды
- Орден Почётного легиона степени кавалера (Франция, 1992)[12].
- Орден Леопольда II степени командора (Бельгия, 1992)[12].
- Национальный орден Кедра степени великого офицера (Ливан, 2000)[12].